# تصنيفات البحرين الدولية
هذه هي التصنيفات الدولية للبحرين.

## التصنيفات الدولية
| الدراسة الاستقصائية               | المنظمة                                               | السنة | النتيجة                                   | الترتيب العالمي |
| --------------------------------- | ----------------------------------------------------- | ----- | ----------------------------------------- | --------------- |
| الحرية في العالم                  | فريدم هاوس                                            | 2016  | 7 من 7 (لا توجد حرية)                     | لا يوجد         |
| تقرير التمكين التجاري العالمي     | المنتدى الاقتصادي العالمي                             | 2014  | 3.3 من 7                                  | 33              |
| تقرير الفجوة العالمية بين الجنسين | المنتدى الاقتصادي العالمي                             | 2014  | 0.6261                                    | 119             |
| تقرير التنافسية العالمي           | المنتدى الاقتصادي العالمي                             | 2016  | 4.5 من 6                                  | 39              |
| حرية الصحافة                      | فريدم هاوس                                            | 2015  | 87 من 100 (لا توجد حرية)                  | لا يوجد         |
| مؤشر حرية الصحافة                 | مراسلون بلا حدود                                      | 2014  | 58.26 من 100                              | 163 من 183      |
| الحرية الاقتصادية في العالم       | معهد فريزر                                            | 2013  | 7.55 من 10                                | 19              |
| مؤشر الحرية الاقتصادية            | مؤسسة التراث ووول ستريت جورنال                        | 2016  | 73.4 من 100                               | 18              |
| مؤشر مدركات الفساد                | الشفافية الدولية                                      | 2015  | 51 من 100                                 | 50              |
| مؤشر الديمقراطية                  | وحدة الاستخبارات الاقتصادية                           | 2015  | 2.79 من 10 (نظام استبدادي وحكم ملكي مطلق) | 146 من 167      |
| المؤشر الدولي لحقوق الملكية       | تحالف حقوق الملكية من أميركيون من أجل الإصلاح الضريبي | 2013  | 6.5 من 10                                 | 33              |
| مؤشر السلام العالمي               | معهد الاقتصاد والسلام                                 | 2015  | 2.142                                     | 107             |
| مؤشر التنمية البشرية              | برنامج الأمم المتحدة الإنمائي                         | 2015  | 0.824                                     | 45              |
| حرية شبكة الإنترنت                | فريدم هاوس                                            | 2011  | 62 من 100 (لا توجد حرية)                  | 28 من 37        |
| المنظمة العالمية للملكية الفكرية  | مؤشر الابتكار العالمي                                 | 2024  | 27.6                                      | 71 من 133       |

## الحرية

### الحرية السياسية
| السنة           | 2010         | 2011         | 2012         |
| --------------- | ------------ | ------------ | ------------ |
| الوضع           | لا توجد حرية | لا توجد حرية | لا توجد حرية |
| تقدير الحرية    | 5.5          | 5.5          | 6            |
| الحريات المدنية | 5            | 5            | 6            |
| الحقوق السياسية | 6            | 6            | 6            |

التقييم من 1 إلى 7 حيث أن 1 هو الأفضل.
الحرية في العالم هو المسح السنوي لمنظمة فريدم هاوس التي يقع مقرها في الولايات المتحدة وهي محاولات لقياس درجة الديمقراطية والحرية السياسية في كل دولة في جميع أنحاء العالم.
انخفض صافي التغير في البحرين في النتيجة الإجمالية بأكثر من 4 نقاط. من 2008 إلى 2012 انخفض صافي التغير في البحرين في النتيجة الإجمالية بنسبة 17 نقطة مما يجعلها رابع أكبر دولة في نسبة الانخفاض على مستوى العالم في تلك الفترة.

### حرية التجارة
| السنوات                           | 2006   | 2007   | 2008   | 2009   | 2010   | 2011   |
| --------------------------------- | ------ | ------ | ------ | ------ | ------ | ------ |
| تقرير التمكين التجاري العالمي     | -      | -      | -      | -      | 4.95   | -      |
| الترتيب العالمي                   | -      | -      | -      | 24     | 22     | -      |
| تقرير الفجوة العالمية بين الجنسين | 0.5894 | 0.5931 | 0.5927 | 0.6136 | 0.6217 | 0.6232 |
| الترتيب العالمي                   | 102    | 115    | 121    | 116    | 110    | 110    |
| تقرير التنافسية العالمي           | -      | -      | 4.57   | 4.54   | 4.54   | 4.54   |
| الترتيب العالمي                   | -      | 43     | 37     | 38     | 37     | 37     |

### حرية الصحافة

#### فريدم هاوس
| السنوات            | 2011         |
| ------------------ | ------------ |
| وضع الصحافة        | لا توجد حرية |
| نتيجة حرية الصحافة | 72           |
| التصنيف الإقليمي   | 12           |
| البيئة القانونية   | 25           |
| البيئة السياسية    | 27           |
| البيئة الإقتصادية  | 20           |

النتيجة من 0 إلى 100 حيث أن 0 الأفضل.
حرية الصحافة هو تقرير سنوي من قبل فريدم هاوس المنظمة غير الحكومية التي يقع مقرها في الولايات المتحدة حيث تقيس مستوى الحرية والاستقلالية التحريرية التي تتمتع بها الصحافة في كل دولة في جميع أنحاء العالم. مقياس مستويات الحرية من 1 (الأكبر) إلى 100 (الأقل حرة). اعتمادا على هذا التقييم يتم تصنيف الدول على أنها «حرة»، «حرة جزئيا» أو «غير حرة».

#### مراسلون بلا حدود
| السنوات           | 2002 | 2003  | 2004 | 2005  | 2006 | 2007 | 2008  | 2009  | 2010  | 2011-2012 |
| ----------------- | ---- | ----- | ---- | ----- | ---- | ---- | ----- | ----- | ----- | --------- |
| مؤشر حرية الصحافة | 23   | 35.17 | 52.5 | 38.75 | 28   | 38   | 21.17 | 36.50 | 51.35 | 125       |
| الترتيب العالمي   | 67   | 117   | 143  | 123   | 111  | 118  | 96    | 119   | 144   | 173       |

العلامة من -10 إلى 142 حيث أن -10 الأفضل (صحافة أكثر حرة).
مؤشر حرية الصحافة هو تصنيف سنوي للدول من قبل منظمة مراسلون بلا حدود على أساس تقييم المنظمة لسجلات حرية الصحافة الخاصة بهم.

### الحرية الاقتصادية

#### معهد فريزر
| السنوات           | 1980 | 1985 | 1990 | 1995 | 2000 | 2001 | 2002 | 2003 | 2004 | 2005 | 2006 | 2007 | 2008 | 2009 | 2010 | 2011 |
| ----------------- | ---- | ---- | ---- | ---- | ---- | ---- | ---- | ---- | ---- | ---- | ---- | ---- | ---- | ---- | ---- | ---- |
| الحرية الاقتصادية | 7.5  | 6.9  | 6.9  | 6.9  | 7.3  | 7.2  | 7.1  | 7.3  | 7.1  | 7.0  | 7.6  | 7.7  | 7.6  | 7.6  | -    | 7.59 |
| الترتيب العالمي   | 4    | 14   | 18   | 35   | 28   | 27   | 29   | 30   | 38   | 54   | 22   | 14   | 14   | 11   | -    | 11   |

#### مؤسسة التراث / وول ستريت جورنال
| السنوات                | 1995 | 1996 | 1997 | 1998 | 1999 | 2000 | 2001 | 2002 | 2003 | 2004 | 2005 | 2006 | 2007 | 2008 | 2009 | 2010 | 2011 | 2012 |
| ---------------------- | ---- | ---- | ---- | ---- | ---- | ---- | ---- | ---- | ---- | ---- | ---- | ---- | ---- | ---- | ---- | ---- | ---- | ---- |
| مؤشر الحرية الاقتصادية | -    | -    | -    | -    | -    | -    | -    | -    | -    | -    | -    | -    | -    | -    | -    | -    | 7.59 | 75.2 |
| الترتيب العالمي        | 5    | 6    | 6    | 6    | 8    | 11   | 11   | 12   | 11   | 13   | 22   | 23   | 24   | 19   | -    | -    | 11   | 12   |

## الفساد
| السنوات            | 2003 | 2004 | 2005 | 2006 | 2007 | 2008 | 2009 | 2010 | 2011 |
| ------------------ | ---- | ---- | ---- | ---- | ---- | ---- | ---- | ---- | ---- |
| مؤشر مدركات الفساد | 6.1  | 5.8  | 5.8  | 5.7  | 5.0  | 5.4  | 5.1  | 4.9  | 5.1  |
| الترتيب العالمي    | 27   | 34   | 36   | 36   | 46   | 43   | 46   | 48   | 46   |

العلامة من 0 إلى 10 حيث أن 10 الأفضل.

## الحقوق

### مؤشر الديمقراطية
| السنوات          | 2006      | 2007       | 2008          | 2010        | 2011        |
| ---------------- | --------- | ---------- | ------------- | ----------- | ----------- |
| الترتيب العالمي  | 93        | 123        | 130           | 122         | 144         |
| مؤشر الديمقراطية | 5.42      | 3.53       | 3.38          | 3.49        | 2.92        |
| التصنيف          | نظام هجين | نظام سلطوي | نظام سلطوي    | نظام سلطوي  | نظام سلطوي  |
| نوع الحكومة      | -         | -          | ملكية دستورية | ملكية مطلقة | ملكية مطلقة |

مؤشر الديمقراطية هو مؤشر تعده وحدة الاستخبارات الاقتصادية الذي يقيس حالة الديمقراطية في 167 بلد منها 166 دولة ذات سيادة و 165 دولة عضوة في الأمم المتحدة. يستند مؤشر الديمقراطية في وحدة الاستخبارات الاقتصادية على 60 مؤشر مجمع في خمس فئات مختلفة: العملية الانتخابية والتعددية والحريات المدنية وأداء الحكومة والمشاركة السياسية والثقافة السياسية. تم إصدار أول مؤشر في عام 2006 وقد تم تحديث المؤشر في أعوام 2008 و 2010 و 2011.

### حقوق الملكية
| السنوات           | 2008 |
| ----------------- | ---- |
| مؤشر حقوق الملكية | 5.0  |
| الترتيب العالمي   | 62   |

## أخرى

### مؤشر السلام العالمي
| السنوات             | 2007  | 2008  | 2009  | 2010  | 2011  |
| ------------------- | ----- | ----- | ----- | ----- | ----- |
| مؤشر السلام العالمي | 1.995 | 2.025 | 1.881 | 1.956 | 2.398 |
| الترتيب العالمي     | 62    | 74    | 69    | 70    | 123   |

### مؤشر التنمية البشرية
| السنوات              | 2008 | 2010  | 2011  |
| -------------------- | ---- | ----- | ----- |
| مؤشر التنمية البشرية | .902 | 0.801 | 0.806 |
| الترتيب العالمي      | 32   | 39    | 42    |

### حرية شبكة الإنترنت
| السنوات                    | 2011         |
| -------------------------- | ------------ |
| وضع حرية شبكة الإنترنت     | لا توجد حرية |
| العقبات التي تحول دون وصول | 11           |
| قيود على المحتوى           | 22           |
| انتهاكات حقوق المستخدم     | 29           |
| المجموع                    | 62           |

العلامة من 0 إلى 100 حيث أن 0 الأفضل.
الحرية على شبكة الإنترنت هي المسح السنوي لمنظمة فريدوم هاوس التي يقع مقرها في الولايات المتحدة.